# CCTV-E&F
CCTV-E&F fue una cadena internacional en español y francés de la televisora estatal china Televisión Central de China. Fue lanzada el 1 de octubre de 2004 y posee programas de entretenimiento, información y cultura en ambos idiomas y de 30 minutos de duración.
Dejó de emitir el día 1 de octubre de 2007 ya que esa fecha se comenzó a emitir de manera independiente en español (CGTN-E) y en francés (CCTV-F).

## Programas

### En español
- Arte Culinario Chino (Cocina)
- Así es China (Cultura)
- BizChina (Economía)
- Comunícate en Chino (Formativo)
- Cultura Exprés (Cultura)
- Diálogo (Entrevista)
- Documental (Cultural)
- Escenario Deportivo (Deportes)
- Guía Turística (Turismo)
- Noticiario CCTV (Informativo)
- Redescumbrimiento de China (Investigación)
- Ronda Artística (Arte)

### En francés
- Le Journal CCTV (Informativo)